# Абрудян, Мирча
Мирча Абрудян (рум. Mircea Abrudean; род. 23 июля 1984, Клуж-Напока) — румынский политический и государственный деятель. Председатель Сената Румынии с 24 июня 2025 (и. о. 12 февраля —  26 мая 2025).

## Биография
Родился 23 июля 1984 года в городе Клуж-Напока, Румыния.
В 2006 году окончил Университет Бабеша — Бойяи в своём родном городе, где получил степень в области международных отношений, а в 2008 году получил степень магистра в области управления государственными проектами в Национальной школе политических наук и государственного управления в Бухаресте. 
Активную политическую карьеру начал в декабре 2019 года, заняв должность представителя румынского правительства в жудеце Клуж. Он покинул эту должность в феврале 2021 года, а в июне 2023 года сменил Марьяна Някшу на посту генерального секретаря правительства. 20 декабря 2024 года занял пост члена Сената Румынии, а уже в феврале 2025 года стал исполнять обязанности его председателя после назначения Илие Боложана исполняющим обязанности президента.